# Anna Habsburská (1573–1598)
Anna Habsburská (16. srpna 1573, Graz – 10. února 1598, Varšava), byla dcera arcivévody Karla II. Štýrského, bratra císaře Maxmiliána II. Habsburského, polská a švédská královna, první žena Zikmunda III. Vasy, matka Vladislava IV. Vasy.

## Biografie

### Původ a mládí
Anna se narodila jako druhé dítě (první dcera) z patnácti potomků habsburského arcivévody Kartla II. Štýrského a jeho manželky Marie Anny Bavorské, jejími prarodiči z otcovy strany byli Ferdinand I. Habsburský a Anna Jagellonská, z matčiny pak Albrecht V. Bavorský a Anna Habsburská (1528–1590).
Anna vyrůstala obklopena velkou rodinou v láskyplné péči svých rodičů, jež z ní vychovali jednu z nejvzdělanějších dívek své doby; její portréty ukazují, že byla obdařena i nevšedním půvabem. Již v roce 1586 Anna Jagellonská začala hledat nevěstu pro svého synovce Zikmunda III. Vasu. Plán na zasnoubení s Annou nevyšel, neboť byla již zasnoubena s Jindřichem Lotrinským; Zikmund se tedy začal ucházet o Kristinu Holstein-Gottorp. Ani toto jeho snažení nevedlo k cíli a když se v roce 1590 dověděl, že Annino zasnoubení bylo zrušeno, začal se o ni ucházet znovu. Cestou do Říma se v Grazu zastavil kardinál Jiří Radziwiłł, který jménem Zikmundovým vedl námluvy.

### Královna
Po původně chladném přijetí a dlouhých jednáních byl nakonec 4. května roku 1592 ve Vídni uzavřen sňatek per procura (Zikmunda zastupoval litevský maršálek Albrecht Radziwiłł). Vlastní svatba, spojená s Anninou korunovací polskou královnou, se uskutečnila 31. května téhož roku v Krakově.
V letech 1593–1594 pobývala Anna s manželem ve Švédsku, kde byla roku 1594 v katedrále v Uppsale korunována švédskou královnou. Švédskou šlechtou byl manželský pár přijat s nedůvěrou, neboť oba byli katolického vyznání, zatímco švédská aristokracie byla luteránská.
Anna si rychle získala oblibu Poláků a především manžela, který si ji ihned zamiloval. Na politické scéně nehrála významnou roli, dávala přednost klidnému životu v rodinném zátiší. Zemřela 10. února roku 1598 ve Varšavě v důsledku krvácení po předčasném porodu. Pochována byla ve wawelské katedrále v Krakově.

## Potomci
Z manželství Anny a Zikmunda vzešlo pět dětí, jediný Vladislav však překonal tehdejší úskalí dětského věku a dožil se dospělosti.
- Anna Marie Vasa (23. května 1593 – 9. února 1600)
- Kateřina Vasa (19. dubna 1594 – 16. května 1594)
- Vladislav IV. Vasa (9. června 1595 – 20. května 1648), od roku 1632 polský král a velkokníže litevský, v letech 1610 – 1613 zvolený ruský car, do roku 1634 titulární car Ruska,
⚭ 1637 Cecílie Renata Habsburská (16. července 1611 – 24. března 1644)
⚭ 1646 Ludovika Marie Gonzagová (18. srpna 1611 – 10. května 1667)
- Kateřina Vasa (27. září 1596 – 2. června 1597)
- Kryštof Vasa (*/† 10. února 1598)

Při porodu posledního syna Anna ve věku 25 let zemřela. Její manžel se sedm let poté, v roce 1605, oženil s její o patnáct let mladší sestrou Konstancí.

## Vývod předků
|                   |                         |  |                       |                            |  |  |  |  |  |  |  | Maximilián I. Habsburský |
|                   |                         |  |                       |                            |  |  |  |  |  |  |  |                          |
|                   | Filip I. Sličný         |  |                       |                            |  |  |  |  |  |  |  |                          |
|                   |                         |  |                       |                            |  |  |  |  |  |  |  |                          |
|                   |                         |  |                       | Marie Burgundská           |  |  |  |  |  |  |  |                          |
|                   |                         |  |                       |                            |  |  |  |  |  |  |  |                          |
|                   | Ferdinand I. Habsburský |  |                       |                            |  |  |  |  |  |  |  |                          |
|                   |                         |  |                       |                            |  |  |  |  |  |  |  |                          |
|                   |                         |  |                       | Ferdinand II. Aragonský    |  |  |  |  |  |  |  |                          |
|                   |                         |  |                       |                            |  |  |  |  |  |  |  |                          |
|                   | Jana I. Kastilská       |  |                       |                            |  |  |  |  |  |  |  |                          |
|                   |                         |  |                       |                            |  |  |  |  |  |  |  |                          |
|                   |                         |  |                       | Isabela Kastilská          |  |  |  |  |  |  |  |                          |
|                   |                         |  |                       |                            |  |  |  |  |  |  |  |                          |
|                   | Karel II. Štýrský       |  |                       |                            |  |  |  |  |  |  |  |                          |
|                   |                         |  |                       |                            |  |  |  |  |  |  |  |                          |
|                   |                         |  |                       | Kazimír IV. Jagellonský    |  |  |  |  |  |  |  |                          |
|                   |                         |  |                       |                            |  |  |  |  |  |  |  |                          |
|                   | Vladislav Jagellonský   |  |                       |                            |  |  |  |  |  |  |  |                          |
|                   |                         |  |                       |                            |  |  |  |  |  |  |  |                          |
|                   |                         |  |                       | Alžběta Habsburská         |  |  |  |  |  |  |  |                          |
|                   |                         |  |                       |                            |  |  |  |  |  |  |  |                          |
|                   | Anna Jagellonská        |  |                       |                            |  |  |  |  |  |  |  |                          |
|                   |                         |  |                       |                            |  |  |  |  |  |  |  |                          |
|                   |                         |  |                       | Gaston II. de Foix-Candale |  |  |  |  |  |  |  |                          |
|                   |                         |  |                       |                            |  |  |  |  |  |  |  |                          |
|                   | Anna z Foix             |  |                       |                            |  |  |  |  |  |  |  |                          |
|                   |                         |  |                       |                            |  |  |  |  |  |  |  |                          |
|                   |                         |  |                       | Kateřina z Foix            |  |  |  |  |  |  |  |                          |
|                   |                         |  |                       |                            |  |  |  |  |  |  |  |                          |
| 'Anna Habsburská' |                         |  |                       |                            |  |  |  |  |  |  |  |                          |
|                   |                         |  |                       |                            |  |  |  |  |  |  |  |                          |
|                   |                         |  | Albrecht IV. Bavorský |                            |  |  |  |  |  |  |  |                          |
|                   |                         |  |                       |                            |  |  |  |  |  |  |  |                          |
|                   | Vilém IV. Bavorský      |  |                       |                            |  |  |  |  |  |  |  |                          |
|                   |                         |  |                       |                            |  |  |  |  |  |  |  |                          |
|                   |                         |  |                       | Kunhuta Habsburská         |  |  |  |  |  |  |  |                          |
|                   |                         |  |                       |                            |  |  |  |  |  |  |  |                          |
|                   | Albrecht V. Bavorský    |  |                       |                            |  |  |  |  |  |  |  |                          |
|                   |                         |  |                       |                            |  |  |  |  |  |  |  |                          |
|                   |                         |  |                       | Filip I. Bádenský          |  |  |  |  |  |  |  |                          |
|                   |                         |  |                       |                            |  |  |  |  |  |  |  |                          |
|                   | Jakobea z Badenu        |  |                       |                            |  |  |  |  |  |  |  |                          |
|                   |                         |  |                       |                            |  |  |  |  |  |  |  |                          |
|                   |                         |  |                       | Alžběta Falcká             |  |  |  |  |  |  |  |                          |
|                   |                         |  |                       |                            |  |  |  |  |  |  |  |                          |
|                   | Marie Anna Bavorská     |  |                       |                            |  |  |  |  |  |  |  |                          |
|                   |                         |  |                       |                            |  |  |  |  |  |  |  |                          |
|                   |                         |  |                       | Filip I. Sličný            |  |  |  |  |  |  |  |                          |
|                   |                         |  |                       |                            |  |  |  |  |  |  |  |                          |
|                   | Ferdinand I. Habsburský |  |                       |                            |  |  |  |  |  |  |  |                          |
|                   |                         |  |                       |                            |  |  |  |  |  |  |  |                          |
|                   |                         |  |                       | Jana I. Kastilská          |  |  |  |  |  |  |  |                          |
|                   |                         |  |                       |                            |  |  |  |  |  |  |  |                          |
|                   | Anna Habsburská         |  |                       |                            |  |  |  |  |  |  |  |                          |
|                   |                         |  |                       |                            |  |  |  |  |  |  |  |                          |
|                   |                         |  |                       | Vladislav Jagellonský      |  |  |  |  |  |  |  |                          |
|                   |                         |  |                       |                            |  |  |  |  |  |  |  |                          |
|                   | Anna Jagellonská        |  |                       |                            |  |  |  |  |  |  |  |                          |
|                   |                         |  |                       |                            |  |  |  |  |  |  |  |                          |
|                   |                         |  |                       | Anna z Foix a Candale      |  |  |  |  |  |  |  |                          |
|                   |                         |  |                       |                            |  |  |  |  |  |  |  |                          |